# Bob Lind
Bob Lind, volledige naam Robert Neale Lind (Baltimore (Maryland), 25 november 1942), is een Amerikaanse singer-songwriter in het folkrockgenre. Als zanger is Lind vrijwel een eendagsvlieg. In 1966 had hij zijn enige grote hit, Elusive Butterfly.
Als liedjesschrijver had hij meer succes. Meer dan 200 artiesten – onder wie Glen Campbell, Cher, Eric Clapton, Marianne Faithfull, The Four Tops, Aretha Franklin, Richie Havens, Dolly Parton en Nancy Sinatra – hebben nummers van Lind opgenomen.

## Carrière
Linds muzikale carrière begon in 1965, toen hij een platencontract afsloot met Verve Folkways. Het jaar daarop stapte hij over naar World Pacific Records, die Elusive Butterfly uitbracht. De single bracht het tot de vijfde plaats in zowel de Verenigde Staten als Groot-Brittannië. In Australië kwam de plaat tot nummer 2. In Groot-Brittannië had de plaat concurrentie van een coverversie van Val Doonican, die ook de vijfde plaats haalde. Het nummer is in de jaren daarna door vele anderen gecoverd, onder andere door Cher, Petula Clark, The Four Tops, Aretha Franklin en Dolly Parton.
Volgende platen van Bob Lind haalden de hitparade niet, met uitzondering van de single Truly Julie’s Blues, die het in de VS tot de 65e en in Groot-Brittannië tot de 46e plaats bracht. De achterkant Remember the Rain deed het in de VS nog iets beter met een 64e plaats.
Hij schreef in de late jaren zestig een reeks liedjes die door veel andere artiesten werden opgenomen, zoals Cheryl's Goin’ Home, dat onder andere werd gezongen door Adam Faith en Sonny & Cher. Voor Keith Relf schreef hij Mr. Zero, voor Marianne Faithfull Counting en voor Nancy Sinatra Long Time Woman.
Na een periode van drugs- en alcoholproblemen brak hij in 1969 met World Pacific. Een nieuw contract met Capitol Records bracht hem niet het gewenste succes. Hij stapte in de jaren zeventig uit de muziekbusiness en ging schrijven.
Tot 2004 schreef hij vijf romans, een toneelstuk en een filmscenario, Refuge. Acht jaar lang schreef hij voor het satirische weekblad Weekly World News en het boulevardblad Sun (niet te verwarren met het Britse dagblad The Sun).
In 2004 haalde Linds vriend Arlo Guthrie hem over weer te gaan optreden. Sindsdien toert hij intensief, door de Verenigde Staten, maar hij heeft ook Canada, Groot-Brittannië en Spanje aangedaan. In eigen beheer maakt hij ook cd’s.
De Britse band Pulp nam in 2001 een liedje Bob Lind (The Only Way Is Down) op. Het staat op het album We Love Life.
In 2009 maakte Paul Surratt een documentaire op dvd over de muziek en de carrière van Bob Lind: Bob Lind: Perspective.